# Rambures
Rambures – miejscowość i gmina we Francji, w regionie Hauts-de-France, w departamencie Somma.
Według danych na rok 2011 gminę zamieszkiwało 381 osób, a gęstość zaludnienia wynosiła 38 osób/km² (wśród 2293 gmin Pikardii Rambures plasuje się na 635. miejscu pod względem liczby ludności, natomiast pod względem powierzchni na miejscu 459.).